# Grand Prix Holandii 1960

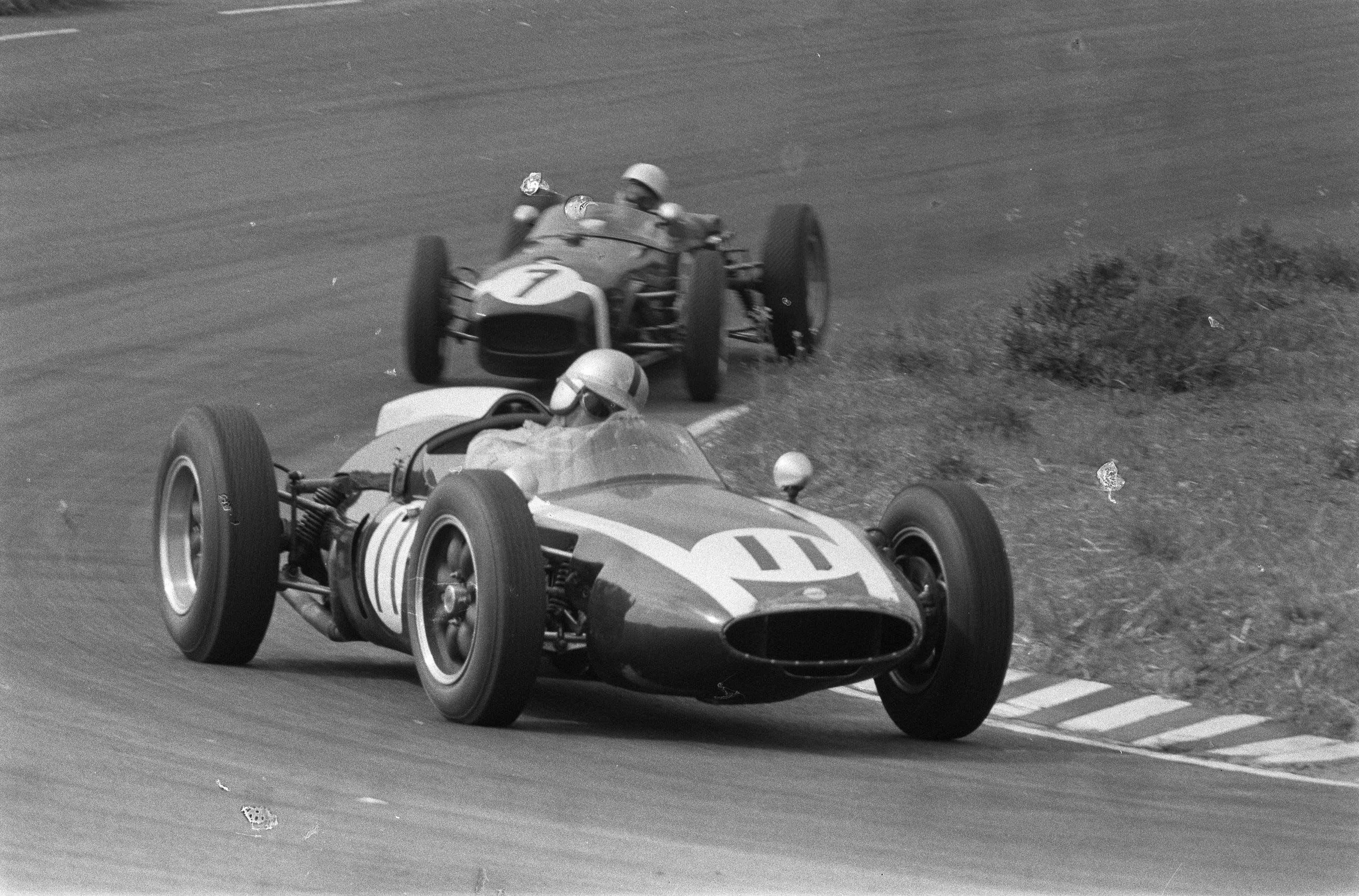
Jack Brabham podczas Grand Prix Holandii 1960

Grand Prix Holandii 1960 (oryg. Grote Prijs van Nederland) – 4. runda Mistrzostw Świata Formuły 1 w sezonie 1960, która odbyła się 6 czerwca 1960 po raz 6. na torze Circuit Park Zandvoort.
8. Grand Prix Holandii, 6. zaliczane do Mistrzostw Świata Formuły 1.

## Wyniki

### Kwalifikacje
Źródło: statsf1.com
| P  | Nr | Kierowca                | Konstruktor(-silnik) | Opony | Czas   | Odstęp | Strata |
| -- | -- | ----------------------- | -------------------- | ----- | ------ | ------ | ------ |
| 1  | 7  | Stirling Moss           | Lotus-Climax         | D     | 1:33,2 | –      | –      |
| 2  | 11 | Jack Brabham            | Cooper-Climax        | D     | 1:33,4 | +0,2   | +0,2   |
| 3  | 4  | Innes Ireland           | Lotus-Climax         | D     | 1:33,9 | +0,5   | +0,7   |
| 4  | 14 | Jo Bonnier              | BRM                  | D     | 1:34,3 | +0,4   | +1,1   |
| 5  | 16 | Graham Hill             | BRM                  | D     | 1:35,1 | +0,8   | +1,9   |
| 6  | 15 | Dan Gurney              | BRM                  | D     | 1:35,2 | +0,1   | +2,0   |
| 7  | 8  | Chris Bristow           | Cooper-Climax        | D     | 1:35,3 | +0,1   | +2,1   |
| 8  | 5  | Alan Stacey             | Lotus-Climax         | D     | 1:35,4 | +0,1   | +2,2   |
| 9  | 12 | Bruce McLaren           | Cooper-Climax        | D     | 1:35,7 | +0,3   | +2,5   |
| 10 | 9  | Tony Brooks             | Cooper-Climax        | D     | 1:36,0 | +0,3   | +2,8   |
| 11 | 6  | Jim Clark               | Lotus-Climax         | D     | 1:36,3 | +0,3   | +3,1   |
| 12 | 3  | Richie Ginther          | Ferrari              | D     | 1:36,3 | +0,0   | +3,1   |
| 13 | 1  | Phil Hill               | Ferrari              | D     | 1:36,4 | +0,1   | +3,2   |
| 14 | 10 | Henry Taylor            | Cooper-Climax        | D     | 1:36,4 | +0,0   | +3,2   |
| 15 | 2  | Wolfgang von Trips      | Ferrari              | D     | 1:36,7 | +0,3   | +3,5   |
| 16 | 22 | Chuck Daigh             | Scarab               | D     | 1:36,7 | +0,0   | +3,5   |
| 17 | 19 | Masten Gregory          | Cooper-Maserati      | D     | 1:37,3 | +0,6   | +4,1   |
| 18 | 17 | Roy Salvadori           | Aston Martin         | D     | 1:37,8 | +0,5   | +4,6   |
| 19 | 18 | Maurice Trintignant     | Cooper-Maserati      | D     | 1:38,5 | +0,7   | +5,3   |
| 20 | 21 | Lance Reventlow         | Scarab               | D     | 1:38,8 | +0,3   | +5,6   |
| 21 | 20 | Carel Godin de Beaufort | Cooper-Climax        | D     | 1:41,7 | +2,9   | +8,5   |
| P  | Nr | Kierowca                | Konstruktor(-silnik) | Opony | Czas   | Odstęp | Strata |

### Wyścig
Źródła: statsf1.com
| P                                                     | + / – | Nr | Kierowca                | Konstruktor     | Opony | Okr. | Czas / Strata | Komentarz        |
| ----------------------------------------------------- | ----- | -- | ----------------------- | --------------- | ----- | ---- | ------------- | ---------------- |
| 1                                                     | 1     | 11 | Jack Brabham            | Cooper-Climax   | D     | 75   | 2:01:47,2     |                  |
| 2                                                     | 1     | 4  | Innes Ireland           | Lotus-Climax    | D     | 75   | +24,0         |                  |
| 3                                                     | 2     | 16 | Graham Hill             | BRM             | D     | 75   | +56,6         |                  |
| 4                                                     | 3     | 7  | Stirling Moss           | Lotus-Climax    | D     | 75   | +57,7         |                  |
| 5                                                     | 10    | 2  | Wolfgang von Trips      | Ferrari         | D     | 74   | +1 okr.       |                  |
| 6                                                     | 6     | 3  | Richie Ginther          | Ferrari         | D     | 74   | +1 okr.       |                  |
| 7                                                     | 7     | 10 | Henry Taylor            | Cooper-Climax   | D     | 70   | +5 okr.       |                  |
| 8                                                     | 13    | 20 | Carel Godin de Beaufort | Cooper-Climax   | D     | 69   | +6 okr.       |                  |
| Niesklasyfikowani                                     |       |    |                         |                 |       |      |               |                  |
|                                                       |       | 5  | Alan Stacey             | Lotus-Climax    | D     | 57   | +18 okr.      | przekładnia      |
|                                                       |       | 1  | Phil Hill               | Ferrari         | D     | 54   | +21 okr.      | silnik           |
|                                                       |       | 14 | Jo Bonnier              | BRM             | D     | 54   | +21 okr.      | wypadek          |
|                                                       |       | 6  | Jim Clark               | Lotus-Climax    | D     | 42   | +33 okr.      | przekładnia      |
|                                                       |       | 18 | Maurice Trintignant     | Cooper-Maserati | D     | 39   | +36 okr.      | skrzynia biegów  |
|                                                       |       | 15 | Dan Gurney              | BRM             | D     | 11   | +64 okr.      | wypadek          |
|                                                       |       | 8  | Chris Bristow           | Cooper-Climax   | D     | 9    | +66 okr.      | silnik           |
|                                                       |       | 12 | Bruce McLaren           | Cooper-Climax   | D     | 8    | +67 okr.      | przekładnia      |
|                                                       |       | 9  | Tony Brooks             | Cooper-Climax   | D     | 4    | +71 okr.      | skrzynia biegów  |
| Nie wystartowali / niedopuszczeni do ponownego startu |       |    |                         |                 |       |      |               |                  |
|                                                       |       | 17 | Roy Salvadori           | Aston Martin    | D     | 0    |               | spór o pieniądze |
|                                                       |       | 19 | Masten Gregory          | Cooper-Maserati | D     | 0    |               | spór o pieniądze |
|                                                       |       | 21 | Lance Reventlow         | Scarab          | D     | 0    |               | spór o pieniądze |
|                                                       |       | 22 | Chuck Daigh             | Scarab          | D     | 0    |               | spór o pieniądze |
| P                                                     | + / – | Nr | Kierowca                | Konstruktor     | Opony | Okr. | Czas / Strata | Komentarz        |

### Najszybsze okrążenie
Źródło: statsf1.com
| Nr | Kierowca      | Konstruktor  | Czas   | Okr. |
| -- | ------------- | ------------ | ------ | ---- |
| 7  | Stirling Moss | Lotus-Climax | 1:33,8 | 75   |

### Prowadzenie w wyścigu
Źródło: statsf1.com
| Nr                              | Kierowca     | Konstruktor   | Okrążenia | Suma |
| ------------------------------- | ------------ | ------------- | --------- | ---- |
| 11                              | Jack Brabham | Cooper-Climax | 1-75      | 75   |
| \| Wykres \| \| ------ \| \| \| |              |               |           |      |
| Wykres                          |              |               |           |      |
|                                 |              |               |           |      |

## Klasyfikacja po wyścigu
Pierwsza szóstka otrzymywała punkty według klucza 8-6-4-3-2-1. Liczone było tylko 6 najlepszych wyścigów danego kierowcy. W przypadku współdzielonej jazdy, punktów nie przyznawano. W nawiasach podano wszystkie zebrane punkty, nie uwzględniając zasady najlepszych wyścigów.
Uwzględniono tylko kierowców, którzy zdobyli jakiekolwiek punkty
| P  | +/− | Kierowca           | Starty | Punkty | P1 | P2 | P3 | PP | NO | NS |
| -- | --- | ------------------ | ------ | ------ | -- | -- | -- | -- | -- | -- |
| 1  | 0   | Bruce McLaren      | 3      | 14     | 1  | 1  | –  | –  | 1  | 1  |
| 2  | 0   | Stirling Moss      | 3      | 11     | 1  | –  | 1  | 3  | 2  | –  |
| 3  | N   | Jack Brabham       | 3      | 8      | 1  | –  | –  | –  | –  | 2  |
| 4  | −1  | Jim Rathmann       | 1      | 8      | 1  | –  | –  | –  | 1  | –  |
| 5  | +9  | Innes Ireland      | 3      | 7      | –  | 1  | –  | –  | –  | –  |
| 6  | −2  | Cliff Allison      | 1      | 6      | –  | 1  | –  | –  | –  | –  |
| 6  | −2  | Rodger Ward        | 1      | 6      | –  | 1  | –  | –  | –  | –  |
| 8  | N   | Graham Hill        | 3      | 4      | –  | –  | 1  | –  | –  | 1  |
| 9  | −3  | Phil Hill          | 3      | 4      | –  | –  | 1  | –  | –  | 1  |
| 10 | −3  | Paul Goldsmith     | 1      | 4      | –  | –  | 1  | –  | –  | –  |
| 11 | +1  | Wolfgang von Trips | 3      | 4      | –  | –  | –  | –  | –  | –  |
| 12 | −4  | Tony Brooks        | 2      | 3      | –  | –  | –  | –  | –  | 1  |
| 13 | −5  | Carlos Menditeguy  | 1      | 3      | –  | –  | –  | –  | –  | –  |
| 13 | −5  | Don Branson        | 1      | 3      | –  | –  | –  | –  | –  | –  |
| 15 | −4  | Jo Bonnier         | 3      | 2      | –  | –  | –  | –  | –  | 1  |
| 16 | −3  | Johnny Thomson     | 1      | 2      | –  | –  | –  | –  | –  | –  |
| 17 | −2  | Richie Ginther     | 2      | 2      | –  | –  | –  | –  | –  | –  |
| 18 | −3  | Eddie Johnson      | 1      | 1      | –  | –  | –  | –  | –  | –  |
| P  | +/− | Kierowca           | Starty | Punkty | P1 | P2 | P3 | PP | NO | NS |

### Konstruktorzy
Tylko jeden, najwyżej uplasowany kierowca danego konstruktora, zdobywał dla niego punkty. Również do klasyfikacji zaliczano 6 najlepszych wyników.
| P                 | +/− | Konstruktor        | Starty | Punkty | P1 | P2 | P3 | PP | NO | NS |
| ----------------- | --- | ------------------ | ------ | ------ | -- | -- | -- | -- | -- | -- |
| 1                 | 0   | Cooper-Climax      | 16     | 22     | 2  | 1  | 2  | 1  | 2  | 9  |
| 2                 | +1  | Lotus-Climax       | 11     | 15     | 1  | 1  | –  | 2  | 1  | 5  |
| 3                 | −1  | Ferrari            | 10     | 12     | –  | 1  | 1  | –  | –  | 1  |
| 4                 | +1  | BRM                | 8      | 6      | –  | –  | 1  | –  | –  | 4  |
| 5                 | −1  | Cooper-Maserati    | 4      | 3      | –  | –  | –  | –  | –  | 2  |
| Niesklasyfikowani |     |                    |        |        |    |    |    |    |    |    |
|                   |     | Behra-Porsche      | 1      | 0      | –  | –  | –  | –  | –  | –  |
|                   |     | Maserati           | 5      | 0      | –  | –  | –  | –  | –  | 3  |
|                   |     | Aston Martin       | 0      | 0      | –  | –  | –  | –  | –  | –  |
|                   |     | JBW-Maserati       | 0      | 0      | –  | –  | –  | –  | –  | –  |
|                   |     | Scarab             | 0      | 0      | –  | –  | –  | –  | –  | –  |
|                   |     | Cooper-Castellotti | 0      | 0      | –  | –  | –  | –  | –  | –  |
| P                 | +/− | Kierowca           | Starty | Punkty | P1 | P2 | P3 | PP | NO | NS |